# Klap
Klap (anteriormente denominada Multicaja) es una empresa chilena que presta servicios financieros de pagos en el comercio presencial y electrónico en el país. Es junto a Transbank, Red Global S.A (filial de BancoEstado), Redelcom (de MercadoLibre), Getnet (filial del Banco Santander Chile) y Sumup, una de las seis empresas que administran en Chile los terminales de punto de venta (TPV o POS por su sigla en inglés), además de ofrecer el pago de servicios básicos (electricidad, agua potable, Internet, telefonía celular, etc.).

## Historia
Fue fundada en 2007, bajo el nombre de Multicaja, por el empresario y político de centroizquierda Javier Etcheberry, quien ejerce hasta la actualidad como Presidente Ejecutivo de la compañía. Con respecto al comercio internacional, la compañía realizó una alianza estratégica con PayPal en 2015, la que permite añadir dólares estadounidenses a la cuenta de PayPal desde una CuentaRut (tipo de cuenta vista del Banco del Estado de Chile), como también hacer retiros de dinero en pesos chilenos a una cuenta bancaria en Chile, con una tasa preferencial por el cambio de divisas, teniendo como referencia el valor del dólar (USD) informado en la Bolsa de Comercio de Santiago.
En 2016, hicieron su ingreso formal al comercio nacional para el pago con tarjetas de crédito y débito, terminando con el monopolio ejercido por Transbank y sus filiales en este mercado.
La empresa es controlada en una sociedad por acciones por la compañía chilena Sonda S.A. (54,56%), seguido por un 15,56% de Javier Etcheberry, 14,94% por Austral Capital Partners S.A y un 14,94% por José Luis del Río.
En julio de 2019, Etcheberry concretó la venta por 19 millones de dólares de un porcentaje de participación de la compañía a la empresa Krealo, una filial del consorcio peruano Credicorp.
En 2021 la compañía cambió de nombre a Klap y en la misma época se convirtieron en adquirentes de Visa y Mastercard producto del cambio en el modelo de sistemas de pago en Chile.